# Molophilus palpera
Molophilus palpera là một loài ruồi trong họ Limoniidae. Chúng phân bố ở miền Australasia.